# Wentorf, Herzogtum Lauenburg
Wentorf là một đô thị thuộc huyện Lauenburg, trong bang Schleswig-Holstein, Đức. Đô thị Wentorf, Herzogtum Lauenburg có diện tích 4,99 km², dân số thời điểm ngày 31 tháng 12 năm 2006 là 703 người.